# Ирландский гамбит
Ирла́ндский гамби́т — шахматный дебют, начинающийся ходами: 
1. e2-e4 e7-e5 
2. Kg1-f3 Kb8-c6 
3. Кf3:e5 Кc6:e5 
4. d2-d4
Относится к открытым началам.
Пешки белых занимают центр, но жертва коня за пешку — очень высокая цена. Соответственно, гамбит считается несостоятельным и почти никогда не встречается в игре высокого уровня. Его часто называют чикагским гамбитом, возможно потому, что Гарольд Мейер Филлипс использовал его в игре 1899 года на сеансе одновременной игры в Чикаго, чтобы победить Гарри Нельсона Пильсбери, одного из сильнейших игроков в мире того времени.
Об анонимном создателе изобретателе гамбита рассказывается следующий исторический анекдот. На смертном одре, когда его спросили, какая же тонкая идея стоит за его гамбитом, последними словами умирающего были: «Я не заметил, что королевская пешка была защищена».
Похожий дебют — гамбит Хэллоуин, 1.e4 e5 2.Кf3 Кc6 3.Кc3 Кf6 4.Кxe5?! Он также считается сомнительным, но более разумным, чем Ирландский гамбит, поскольку белые могут выиграть время, преследуя обоих коней черных и занимая центр.